# Список охраняемых природных территорий Танзании
Особо охраняемые природные территории Танзании довольно разнообразны, начиная от морских территорий и заканчивая лугами Килиманджаро — высочайшей горы Африки. Около трети всей территории страны представляет собой охраняемую зону, состоящую из национальных парков, заказников, морских парков, заповедников и др.
Ниже представлен обзор различных охраняемых территорий в Танзании, включая основных представителей флоры и фауны. Примечательные виды (эндемики или те, которые представлены в больших количествах) выделены жирным шрифтом.

## Национальные парки
Все 15 национальных парков занимают территорию, превышающую 42 000 км² и управляются службой TANAPA (Tanzania National Parks authority). Наиболее известными парками являются Аруша и Серенгети (частично из-за фильмов об африканской дикой природе).
| Наименование                                                                                                   | Местность                                                                                 | Флора/Фауна | Комментарии | Изображение |
| --- | ----------------------------------------------------------------------------------------- | --- | --- | ----------- |
| Национальный парк Аруша образован: 1960 переименован: 1967 расширен: 1973 площадь: 137 км²                     | густой лес, болота, луга, озёра, скалы 1 525 — 4 565 м                                    | жираф, буйвол, слон, зебра, дикдик, бегемот, водяной козёл, бородавочник, леопард, канна, пятнистая гиена, антилопа-прыгун, павианы, коронованная мартышка, гверецы, розовый фламинго, малый фламинго, священный ибис, африканская савка, нильский гусь, тураковые, уздечковый африканский трогон, рогоклювые, книпхофия, тилландсия уснеевидная, лобелия | 400 видов птиц |             |
| Национальный парк Гомбе-Стрим основан: 1943 утверждён: 1968 площадь: 52 км²                                    | сухая лесистая местность, заросли леса вдоль рек 750 — 1 500 м                            | шимпанзе, павиан анубис, краснохвостая мартышка, красные колобусы, коронованная мартышка, леопард, бушбок, буйвол, водяной козёл, африканские бородатки, пальмовый гриф, буролобые зуйки, орлан-крикун, красный астрильд | Здесь работала Джейн Гудолл |             |
| Национальный парк Катави основан: 1951 утверждён: 1974 площадь: 4 471 км²                                      | сухая лесистая местность, реки, озёра, поймы 900 м                                        | канна, чёрная антилопа, лошадиная антилопа, бегемот, крокодил, лев, леопард, слон, зебра, буйвол, топи, пеликаны, водоплавающие птицы | более 400 видов птиц |             |
| Национальный парк Килиманджаро основан: 1910-х, 1921 утверждён: 1973 всемирное наследие: 1987 площадь: 753 км² | горные леса, вересковая пустошь, горная пустыня 1830 — 5895 м                             | дукер Эботса, кустарниковый дукер, красный дукер, бушбок, канна, слон, леопард, буйвол, коронованная мартышка, гверецы, галаго толстохвостый, килиманджарский древесный даман, короткохвостый скворец, ворон, бабочка килиманджарская ласточка, лобелия, мхи, лишайники. | Самая высокая отдельно стоящая гора в мире. Высочайшая вершина в мире, на которую можно подняться без специального снаряжения.              |             |
| Национальный парк Китуло утверждён: 2002 площадь: 412,9 км²                                                    | горные луга 2 600 м                                                                       | книпхофия, алоэ, протея, пеларгония, лобелия, лилии, астры, кафрская африканская дрофа, голубая ласточка, бархатные ткачи, ньямбская цистикола, канареечные вьюрки, редунка горный, канна, хамелеоны, ящерицы, лягушки | 350 видов сосудистых растений среди которых 45 видов наземных орхидей, многие виды птиц                                                     |             |
| Национальный парк Махали-Маунтинс утверждён: 14 июня 1985 площадь: 1 613 км²                                   | сухая лесистая местность, низменные леса, дождевой лес 773 — 2 460 м                      | шимпанзе, красные колобусы, краснохвостая мартышка, коронованная мартышка, гигантские белки, красноногая белка, кистехвостые дикобразы, пушистохвостый мангуст, ангольские гверецы, северный грисбок, краснозобый бархатный ткач, бурокрылая птица-мышь, венценосный орёл, щурковые, сизоворонковые, чубатая цесарка, центральноафриканский гологлазый турако, белобровая чекановая горихвостка, краснокрылый длиннохвостый скворец, аметистовый короткохвостый скворец, попугаи | 90 % из 193 видов рыб в озере являются эндемиками                                                                                           |             |
| Национальный парк Озеро Маньяра основан: 1957 основан: 1960 площадь: 325 км² расширен: 2009 площадь: 644 км²   | озеро (2/3), лес, луга 960 — 1 478 м                                                      | слон, буйвол, лев, чёрный носорог, бегемот, импала, жираф, зебра, гну, бушбок, леопард, павианы, малый фламинго, розовый фламиинго, розовый пеликан, африканский клювач, белогрудый баклан, пальмовый гриф, африканский ястребиный орёл, нильский варан, кобра | Высочайшая плотность биомассы; лазающие по деревьям львы                                                                                    |             |
| Гора Меру (Танзания) См. Национальный парк Аруша                                                               |                                                                                           | | Часть Национального парка Аруша |             |
| Национальный парк Микуми основан: 1964 расширен: 1975 площадь: 3 230 км²                                       | поймы, луга, лесистая саванна, сухая лесистая местность 550 — 1 257 м                     | канна, большой куду, бабуин, зелёные мартышки, сервал, чёрная антилопа, бегемот, зебра, лев, гну, импала, буйвол, жираф, слон, сиреневогрудая сизоворонка, желтогорлый скворцовый конёк, орёл-скоморох, утиные | более 400 видов птиц |             |
| Национальный парк Руаха основан: 1910 утверждён: 1964 площадь: 10 300 км²                                      | сухая лесистая местность, саванна 750-1 830 м                                             | слон, птицы-носороги, зимородки, нектарницы, белый аист, гиеновидная собака, чёрная антилопа, большой куду, хохлатый трахифонус, масковый неразлучник | более 400 видов птиц, большое разнообразие антилоп                                                                                          |             |
| Национальный парк Остров Рубондо основан: 1977 площадь: 240 км²                                                | влажный лес, берега озёр с папирусом, луга 1 134 — 1 381 м                                | выдры, нильский окунь, орлан-крикун, бегемот, зелёные мартышки, генеты, мангусты, бушбок, ситатунга, жако, малахитовый зимородок, райские мухоловки, цапли, аисты, Колпицы | |             |
| Национальный парк Саадани основан: 1969 утверждён: 2002 площадь: 1 062 км²                                     | побережье, реки, леса, саванна                                                            | жираф, буйвол, бородавочник, водяной козёл, водяной козёл, конгони, гну, красный дукер, большой куду, канна, чёрная антилопа, бабуин, зелёные мартышки, слон, лев, леопард, пятнистая гиена, чепрачный шакал, бегемот, крокодил, мангровая альциона, малый фламинго, зелёная черепаха | единственный заповедник граничащий с морем                                                                                                  |             |
| Национальный парк Серенгети основан: 1929 утверждён: 1951 всемирное наследие: 1981 площадь: 14 763 км²         | равнины, саванна, прибрежные леса, лесистая местность; 920 — 1 850 м                      | гну, зебра, лев, леопард, слон, носороги, буйвол, гепард, газели, жираф, пятнистая гиена, шакалы, земляной волк, сервал, агамы, капский даман, птица-секретарь, страус, орёл-яйцеед | самый посещаемый парк в Танзании; известен по массовой миграции копытных; более 500 видов птиц                                              |             |
| Национальный парк Тарангире основан: 1970 площадь: 2 850 км²                                                   | луга, саванна; 1 000 — 1 500 м                                                            | сернобыки, геренук, слон, баобаб, малый куду, гиеновидная собака, лев, африканская большая дрофа, рогатые вороны, страус, масковый неразлучник, краснохвостые ткачи, скворцы, карликовые мангусты, огненноголовый трахифонус | 550 видов птиц; наибольшая концентрация диких животных после Серенгети                                                                      |             |
| Национальный парк Горы Удзунгва основан: 1994 площадь: 1 990 км²                                               | влажные тропические леса, горный лес, сухая лесистая местность, луга, степи 250 — 2 600 м | рыжекрылая нектарница, куропатка Удзунгва, Танский мангабей, красные колобусы (ухехеский колобус), rungwecerbus kipunji, занзибарский галаго, горный галаго, рептилии и амфибии, даманы, белки, а также крупные млекопитающие | более 400 видов птиц, 2,500 видов растений; многие эндемики (25 % видов растений, 5 приматов); второй по величине биоразнообразия в Африке. |             |

## Другие охраняемые территории
| Наименование                                                                   | Местность                                                                            | Флора/Фауна | Комментарии                                                                                 | Изображение |
| ------------------------------------------------------------------------------ | ------------------------------------------------------------------------------------ | --- | ------------------------------------------------------------------------------------------- | ----------- |
| Морской парк Остров Мафия основан: 1 июля 1995 площадь: 882 км²                | коралловые рифы, морские травы, мангровые заросли, отмели, прибрежный лес            | дюгонь, жёлтополосый клоун, длинный губан, королевский корис, goldbar wrasse, груперы, барракуды, rainbow runner, чёрнопятнистый скат-хвостокол, пятнистоголубой скат-хвостокол, орляковые, манты, желтопёрый тунец, скумбрия, кобия, рифовые акулы, зелёная черепаха, бисса, коморская летучая лисица, дукеры, кистеухая свинья, мангусты, прыгунчики |                                                                                             |             |
| Морской парк Mnazi Bay-Ruvumba Estuary основан: 1 июля 2000 площадь: 650 км²   | мангровые заросли, песчаные дюны, море, прибрежный лес, реки                         | кораллы, киты, дельфины, крокодил, бегемот, бугорчатая черепаха | более 400 видов рыбы                                                                        |             |
| Серенгети-Нгоронгоро основан: 1959 всемирное наследие: 1979 площадь: 8 288 км² | луга, озёра, болота, лесистая местность, пустошь, плотный горный лес 1 500 — 3 648 м | гну, зебра, газели, чёрный носорог, лев, конгони, пятнистая гиена, бегемот, буйвол, слон, редунка горный, леопард, сервал, страус, африканская большая дрофа, бабочка килиманджарская ласточка | множество археологических и палеонтологических сайтов: Ущелье Олдувай, Лаэтоли, озеро Ndutu |             |
| Селус основан: 1922 всемирное наследие: 1982 площадь: 44 800 км²               | сухая лесистая местность, открытые лесистые луга, болота 80 — 1 300 м                | гиеновидная собака, слон, гепард, жираф, бегемот, буйвол, крокодил, белый носорог, | крупнейший заповедник в Африке; 350 видов птиц                                              |             |
| Уванда основан: 1971 площадь: 5 000 км²                                        | поймы, луга, лесистая местность 1 200 м                                              | пуку, зебра, топи, буйвол, слон |                                                                                             |             |